# Aethionema membranaceum
Aethionema membranaceum là một loài thực vật có hoa trong họ Cải. Loài này được DC. mô tả khoa học đầu tiên năm 1821.